# Dunkard Brethren Church
De Dunkard Brethren Church is een conservatieve anabaptistische denominatie van de Schwarzenau Brethren- traditie, die in 1926 werd opgericht in de Verenigde Staten toen een aantal leden zich terugtrokken uit de Church of the Brethren.
De Dunkard Brethren Church houdt zich aan de verordeningen van de doop, voetwassing, communie, de heilige kus, hoofdbedekking en ziekenzalving.
In 2001 telde de Dunkard Brethren Church ongeveer 1035 leden in 26 gemeenten. Net als bij andere Conservatieve Anabaptistische beurzen, houdt de Dunkard Brethren Church opwekkingsdiensten en zondagsschool, daarnaast houd de kerk zich bezig met evangelisatie en zendingswerk .

## Benaming
De naam Dunkard of Dunker is afgeleid van het Pennsylvania-Duitse woord dunke, dat afkomstig is van het Duitse woord tunken, wat "dunken" of "onderdompelen" betekent. Dit verwijst naar hun voorkeur voor de drievoudige onderdompeling bij de doop, in de voorwaartse positie, zoals de doop wordt uitgevoerd in verschillende takken van Schwarzenau Brethren.

## Geschiedenis
De Dunkard Brethren zijn een tak van de Schwarzenau Brethren of Dunkards, een anabaptistische traditie die ontstond tijdens de radicale piëtistische opwekking. Deze beweging begon in 1708, toen Alexander Mack en zeven andere nieuwe gelovigen doopte door middel van de onderdompeling in de rivier de Eder in Duitsland .
In het begin van de 20e eeuw begonnen sommige leden van de Church of the Brethren in de Verenigde Staten, de grootste van de tak van de Schwarzenau Brethren, te geloven dat men was afgeweken was van de oude apostolische normen, zoals het dragen van eenvoudige kleding. en de hoofdbedekking. Benjamin Elias Kesler (1861–1952), ouderling van de Brethren Church in Missouri, besprak deze zorgen in het maandblad The Bible Monitor . In 1923 werd Kesler een zetel op de jaarlijkse conferentie geweigerd. Zijn conservatieve sympathisanten hielden in de daaropvolgende drie jaar aparte bijeenkomsten.
Tijdens de jaarlijkse conferentie in 1926 werden zorgen die vrijwel identiek waren aan die van Kesler en zijn sympathisanten door andere leden aan de orde gesteld, maar niet opgelost op een manier die Kesler en zijn volgelingen tevreden stelde. Vervolgens trok de Kesler-groep zich terug uit de Church of the Brethren en vormde in 1926 de Dunkard Brethren Church.

### Immigratie naar de VS
In 1719 emigreerden twintig families onder leiding van Peter Becker uit Duitsland naar Germantown in Pennsylvania, waar ze zich vestigden in wat toen een aparte gemeenschap buiten Philadelphia was. Een jaar later in 1720 vertrok Alexander Mack met 200 andere broeders vanuit Nederland waar ze maar negen jaar hadden gewoond, tot dat daar ook de vrijheid van Godsdienst onder druk kwam te staan. Ze emigreerden naar Pennsylvania en sloten zich aan bij de oorspronkelijke Dunkard-groep.

## Wat geloven de Dunkard Brethren?
De Dunkard Brethren geloven in:
- De bijbel als woorden van God, autoriteit, waarheid en onfeilbaar woord. Dat volledig bewaard is gebleven en volledig toereikend is.
- In God als zelfscheppende eeuwige geest en God in drie-eenheid van God de Vader, God de Zoon en God de Heilige Geest. Ook geloven ze in God als een vader die met liefde voor zijn schepping zorgt.
- In Jezus als Gods zoon die in het vlees is gekomen, volledig mens en volledig God was en dat hij als maagd is geboren. Als mens nooit gezondigd heeft en daardoor het offer was voor de zonden van de mensen.
- In de Heilige Geest als onderdeel van de drie-eenheid en als geest die christenen inspireert, redding, heilige en geestelijke gaven geeft voor het dienen in de lokale kerk
- Dat God de aarde in 6 dagen van 24 uur geschapen heeft en hij de zevende dag ruste. Alle theorieën die daarmee in strijd zijn worden verworpen.
- Dat de mens op de 6e dag geschapen is naar het beeld van God, met lichaam, ziel en geest. Dat het hoogste doel voor de mensheid is om verlossing van God te ontvangen.
- In het huwelijk door God ingesteld in een relatie voor het leven tussen een biologische man en een biologische vrouw. Scheiden is alleen toegestaan bij seksuele ontrouw. Voor een tweede keer trouwen terwijl de eerste partner nog leeft of trouwen met een gescheiden persoon is niet toegestaan.
- In de noodzaak van verlossing voor de mens omdat de mens ongehoorzaam is aan Gods wetten en voorschriften. De mens heeft een zondige natuur en hebben uit vrije wil tegen God gezondigd.
- In Gods plan voor de verlossing van de mensheid. Alleen door geloof in Jezus dood als offerlam aan het kruis en opstanding kan de mens eeuwig leven krijgen.
- In de kerk als gemeente onder leiding van Jezus Christus. Geroepen om Jezus groot te maken door gezamenlijke aanbidding en het evangelie te verspreiden en discipelen te maken.
- In de profetie en opname van de gemeente. Ook in de jaren van verdrukking en wederkomst van Jezus.
- In een scheiding van kerk en staat de kerk heeft geen macht in de regering en de regering geen stem in kerkelijke aangelegenheden.
- De doop door onderdompeling als een oprecht antwoord en met een zuiver geweten tegenover God.
- De Dunkard Brethren zijn tegen gewapende inzet in conflicten en nemen niet deel aan militaire dienst. Omdat de bijbel schrijft dat je jouw vijand moet liefhebben.
- Dat mannen en vrouwen gelijk zijn en dezelfde waarde hebben maar God andere rollen hebben gekregen in de kerk en thuis. Vanuit die rol kunnen mannen en vrouwen leiding geven. Echter officiële taken in de kerk zijn voorbehouden aan de man.
- Dat vrouwen hun hoofd moeten bedekken als erkenning aan Gods orde en autoriteit.
- In de voetenwassing bij het avondmaal als hulpmiddel om Jezus leven en zijn liefde voor het dienen van de mensen te herdenken.
- De christelijke groet in de vorm van de heilige kus.

## Sacramenten en gebruiken
Dunkard Brethren praktiseren de doop van gelovigen, dat wil zeggen, de doop is voor iemand die oud genoeg is om te geloven. Een gelovige wordt driemaal ondergedompeld om de Drie-eenheid te vertegenwoordigen: één keer in de naam van de Vader, één keer in de naam van de Zoon en één keer in de naam van de Heilige Geest. De meeste vrouwen van de Dunkard Brethren kleden zich op een eenvoudige manier net zoals andere conservatieve anabaptisten, zoals de conservatieve mennonieten (inclusief de Beachy-mennonieten) en anabaptistische groepen zoals de Old Order Brethren. Van vrouwen wordt ook verwacht dat ze een effen witte hoofdbedekking dragen, meestal in de vorm van een kap. Mannen hebben hun haar kortgeknipt.
De Dunkard Brethren begroeten elkaar met de heilige kus en beoefenen het Heilig Avondmaal met de voetwassing . Echtscheiding is voor leden van de kerk niet toegestaan. Ze worden ontmoedigd om een levensverzekering af te sluiten. De Dunkard Brethren zweren geen eed aan de staat of organisaties en spannen geen rechtszaken aan zonder toestemming van de kerk. Het gebruik van alcohol en tabak is verboden, evenals televisie kijken en deelnemen aan kansspelen of gokken. Deelname aan de politiek,vakbonden, en lidmaatschap van andere broederlijke genootschappen zoals de Vrijmetselaars worden gezien als in strijd met het Evangelie en een zuiver hart.

## Leden en gemeenten
In 1980 waren er 1.035 leden in 26 gemeenten. De Dunkard Brethren Church heeft 25 gemeenten in de Verenigde Staten, met ongeveer 900 leden. De meerderheid van de kerken bevindt zich in Pennsylvania, Maryland, Indiana, Iowa, Kansas, Californië en Ohio . Zij hebben een missie in Navajo in New Mexico, en ook een missie in Afrika.